# Kniaże (rejon szeptycki)
Kniaże (ukr. Княже) – wieś na Ukrainie w obwodzie lwowskim, w rejonie szeptyckim, centrum silskiej rady.
Do 2024 w rejonie czerwonogrodzkim.
W Kniażach urodził się Anatolij Pokotiuk (*1951), ukraiński malarz i rzeźbiarz.